# Liste des monuments historiques des Eyzies-de-Tayac-Sireuil
Cet article présente la liste de tous les monuments historiques classés ou inscrits sur la commune des Eyzies-de-Tayac-Sireuil, en Dordogne, en France.
Lorsqu'un même site ou édifice présente plusieurs protections, il est dénombré autant de fois que nécessaire dans la liste ci-dessous (exemple : l'Abri Pataud).

## Statistiques
La commune des Eyzies-de-Tayac-Sireuil compte 28 édifices comportant au moins une protection au titre des monuments historiques, soit 3,2 % des monuments historiques du département de la Dordogne. 20 d'entre eux sont des sites préhistoriques. Trois d'entre eux font l'objet de deux protections. 18 édifices sont classés ; les dix autres sont inscrits.
Bien que ne comptant que 806 habitants en 2014, Les Eyzies-de-Tayac-Sireuil est la 125e commune de France en termes de protections au titre des monuments historiques.
Le graphique suivant résume le nombre d'actes de protection par décennie depuis 1890 :

## Liste
| Monument                            | Adresse                      | Coordonnées                      | Notice         | Protection | Date      | Illustration                        |
| ----------------------------------- | ---------------------------- | -------------------------------- | -------------- | ---------- | --------- | ----------------------------------- |
| Abri Audi                           | 7-199 Rue du Moulin          | 44° 56′ 12″ nord, 1° 00′ 59″ est | « PA00082532 » | Inscrit    | 1946      | Image manquante Téléverser          |
| Abri de Cro-Magnon                  | 2 chemin de Cro Magnon       | 44° 56′ 26″ nord, 1° 00′ 35″ est | « PA00082533 » | Classé     | 1957      | Abri de Cro-Magnon                  |
| Abri Pataud                         | Le Claud                     | 44° 56′ 19″ nord, 1° 00′ 42″ est | « PA00082543 » | Classé     | 1930 1958 | Abri Pataud                         |
| Abri du Poisson et abri Lartet      | Gorge d'Enfer                | 44° 56′ 38″ nord, 0° 59′ 54″ est | « PA00082534 » | Classé     | 1913 1937 | Abri du Poisson et abri Lartet      |
| Cabane en pierre sèche de Pechmémie | Pechmemie                    | 44° 55′ 21″ nord, 1° 06′ 12″ est | « PA00083092 » | Inscrit    | 1991      | Cabane en pierre sèche de Pechmémie |
| Cabane en pierre sèche de Sireuil   | Rue du Camp de César Sireuil | 44° 56′ 17″ nord, 1° 04′ 35″ est | « PA00083091 » | Inscrit    | 1991      | Cabane en pierre sèche de Sireuil   |
| Château de Commarque                |                              | 44° 56′ 31″ nord, 1° 06′ 05″ est | « PA00082535 » | Classé     | 1943      | Château de Commarque                |
| Château de Tayac                    |                              | 44° 56′ 11″ nord, 1° 00′ 48″ est | « PA00082536 » | Classé     | 1968      | Château de Tayac                    |
| Église Saint-Martin de Tayac        |                              | 44° 56′ 38″ nord, 1° 00′ 20″ est | « PA00082538 » | Classé     | 1895      | Église Saint-Martin de Tayac        |
| Église Saint-Marcel de Sireuil      |                              | 44° 56′ 24″ nord, 1° 04′ 28″ est | « PA00082537 » | Classé     | 1974      | Église Saint-Marcel de Sireuil      |
| Forge des Eyzies                    | Avenue de la Forge           | 44° 56′ 13″ nord, 1° 01′ 20″ est | « PA00082539 » | Inscrit    | 1986      | Forge des Eyzies                    |
| Gisement de la Micoque              |                              | 44° 57′ 28″ nord, 1° 00′ 22″ est | « PA00082542 » | Classé     | 1922      | Gisement de la Micoque              |
| Gisement du Vignaud                 | 38 avenue de la Préhistoire  | 44° 56′ 14″ nord, 1° 00′ 45″ est | « PA00082544 » | Classé     | 1932      | Image manquante Téléverser          |
| Grotte d'Abzac                      | Gorge d'Enfer                | 44° 56′ 35″ nord, 0° 59′ 48″ est | « PA00082545 » | Classé     | 1934      | Image manquante Téléverser          |
| Grotte de la Calèvie                | La Calavie                   | 44° 56′ 01″ nord, 1° 03′ 58″ est | « PA00082553 » | Inscrit    | 1974      | Image manquante Téléverser          |
| Grotte de Cazelle                   |                              | à géolocaliser                   | « PA24000083 » | Classé     | 2023      | Image manquante Téléverser          |
| Grotte de Commarque                 |                              | 44° 56′ 32″ nord, 1° 06′ 06″ est | « PA00082548 » | Classé     | 1924      | Grotte de Commarque                 |
| Grotte des Combarelles I            |                              | 44° 56′ 37″ nord, 1° 02′ 32″ est | « PA00082546 » | Classé     | 1902      | Grotte des Combarelles I            |
| Grotte des Combarelles II           |                              | 44° 56′ 37″ nord, 1° 02′ 32″ est | « PA00082547 » | Inscrit    | 1943      | Image manquante Téléverser          |
| Grotte de Cournazac                 | Cournazac                    | 44° 55′ 42″ nord, 1° 02′ 05″ est | « PA24000052 » | Inscrit    | 2006      | Image manquante Téléverser          |
| Grotte de la Croze-à-Gontran        | Rue de Tayac                 | 44° 56′ 36″ nord, 1° 00′ 24″ est | « PA00082549 » | Classé     | 1914      | Image manquante Téléverser          |
| Grotte de Font-de-Gaume             |                              | 44° 56′ 05″ nord, 1° 01′ 44″ est | « PA00082550 » | Classé     | 1902      | Grotte de Font-de-Gaume             |
| Grotte de la Mouthe                 | La Mouthe                    | 44° 55′ 29″ nord, 1° 01′ 14″ est | « PA00082551 » | Classé     | 1953      | Image manquante Téléverser          |
| Grotte de Nancy                     |                              | 44° 55′ 59″ nord, 1° 04′ 22″ est | « PA24000048 » | Inscrit    | 2005      | Image manquante Téléverser          |
| Grotte de l'Oreille d'Enfer         | Gorge d'Enfer                | 44° 56′ 37″ nord, 0° 59′ 47″ est | « PA00082552 » | Classé     | 1932      | Image manquante Téléverser          |
| Laugerie-Basse                      |                              | 44° 57′ 04″ nord, 0° 59′ 57″ est | « PA00082540 » | Classé     | 1940      | Laugerie-Basse                      |
| Laugerie-Haute                      |                              | 44° 57′ 12″ nord, 1° 00′ 12″ est | « PA00082541 » | Classé     | 1927 1941 | Laugerie-Haute                      |
| Pavillon avec pigeonnier            | Rue du Forgeron Sireuil      | 44° 56′ 22″ nord, 1° 04′ 27″ est | « PA00082554 » | Inscrit    | 1982      | Image manquante Téléverser          |